# Molophilus (Molophilus) parerebus
Molophilus (Molophilus) parerebus is een tweevleugelige uit de familie steltmuggen (Limoniidae). De soort komt voor in het Australaziatisch gebied.